# Carapeguá
Carapeguá (Guaraní: Karapegua) ist eine Stadt in Paraguay (Südamerika). Sie ist Hauptstadt des Distrito Carapeguá und liegt im Departamento Paraguarí. Die Entfernung zur Hauptstadt Asunción beträgt etwa 84 Kilometer.
Die Stadt liegt am ausgetrockneten Flusslauf Caañabé und wurde 1725 von Martín de Barúa gegründet. Sie hat rund 6.000 Einwohner (Berechnung 2002). Im gleichnamigen Distrito Carapeguá wohnen rund 30.000 Menschen.
Carapeguá liegt an der Fernstraße Ruta 1, die Asunción mit Encarnación an der Grenze zu Argentinien verbindet. 
Seit 1978 ist Carapeguá Sitz des römisch-katholischen Bistums Carapeguá. Hauptkirche ist die Catedral Inmaculada Concepción de María. 